# Чуркіна Анжеліка Леонардівна
Анжелі́ка Леона́рдівна Чу́ркіна (нар. 18 вересня 1969) — українська волейболістка, майстер спорту України міжнародного класу. Бронзова призерка Літніх Паралімпійських ігор 2012 року.
Займається у секції волейболу Дніпропетровського обласного центру «Інваспорт».